# Bergtjärnen (Färnebo socken, Värmland, 663709-139833)
Bergtjärnen är en sjö i Filipstads kommun i Värmland och ingår i Göta älvs huvudavrinningsområde.